# Don Jamieson
Don Jamieson (27 de Setembro de 1966) é um comediante de stand-up comedy e apresentador de televisão estadunidense.
Don Jamieson é um dos 3 apresentadores do programa That Metal Show.
Ele é o líder da banda de death metal acústico Gunfire-N-Sodomy.
Em 2011, ele lançou o cd de comédia “Live & Hilarious” com o selo Metal Blade Records, que atingiu o Top 20 do iTunes e o Top 10 da Billboard (comedy charts).

## Prêmios e Indicações
- Ganhador do Emmy Awards pelo seu trabalho no programa "Inside The NFL" da HBO[4]

## Discografia

### CDs
| Ano  | Ranking                                                | Gravadora               |
| ---- | ------------------------------------------------------ | ----------------------- |
| 2010 | Terrorizing Telemarketers, Vol. 5 (com Jim Florentine) | Favored Nations Records |
| 2011 | Live & Hilarious                                       | Metal Blade Records     |